# Comisión de Investigación de Accidentes e Incidentes de Aviación Civil

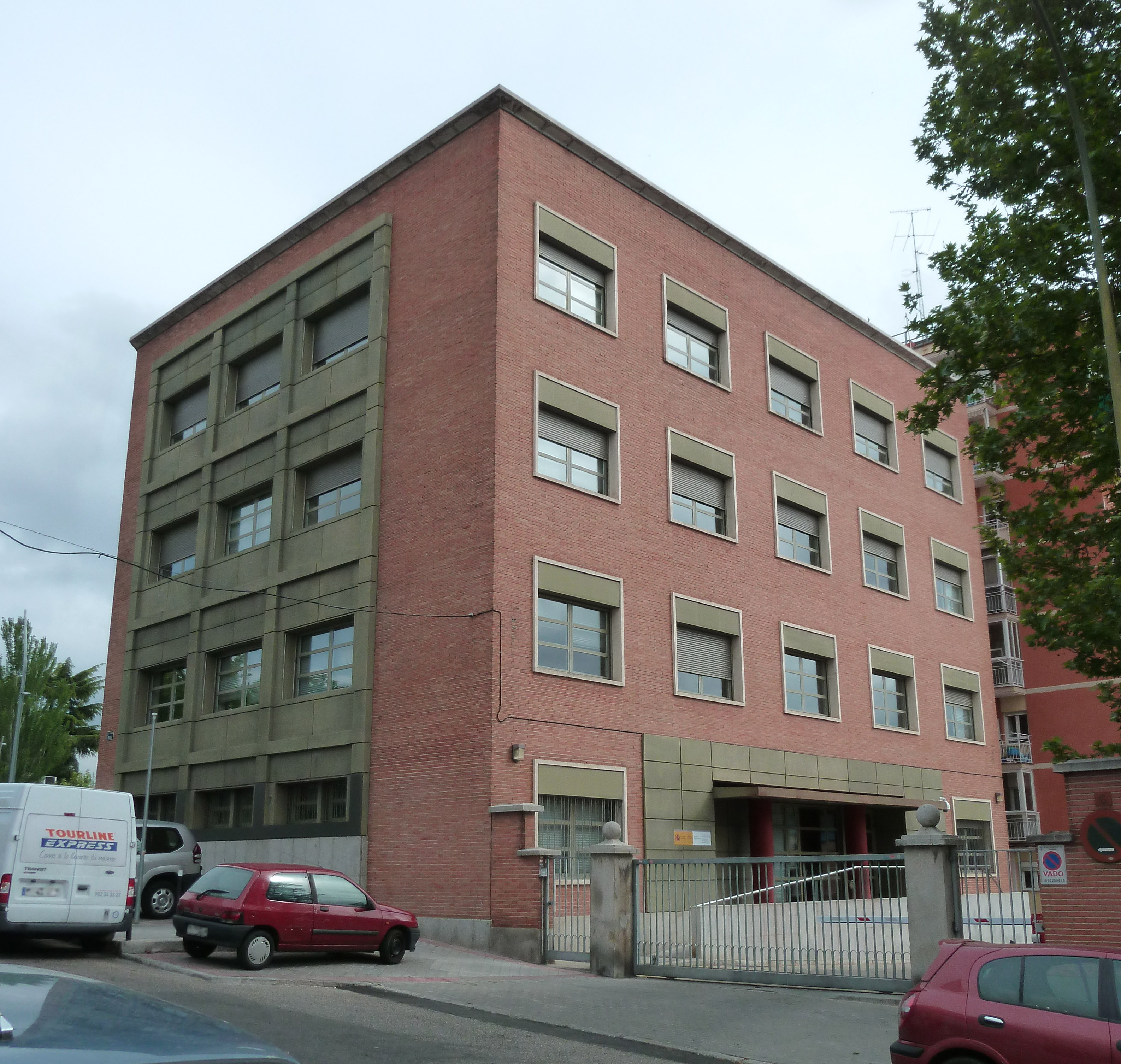
La sede del CIAIAC (Madrid).

La Comisión de Investigación de Accidentes e Incidentes de Aviación Civil (CIAIAC), una divisione del Ministero dei lavori pubblici e dei trasporti, è l'agenzia nazionale incaricata di investigare gli incidenti nell'aviazione civile avvenuti in Spagna.
Le indagini da parte della CIAIAC non stabiliscono le responsabilità, ma ricercano le cause dell'incidente per prevenire che altri simili ne accadano in futuro. Al termine delle indagini, il CIAIAC pubblica un rapporto contenente l'analisi dell'incidente e le conclusioni in merito, inoltre elabora una serie di raccomandazioni di sicurezza in tema di prevenzione.
Il CIAIAC elabora annualmente una statistica dettagliata in merito a tutti gli incidenti e gli inconvenienti avvenuti in Spagna.
La sua sede è nel distretto di Latina a Madrid.